# راتشيل دويل
راتشيل دويل (بالإنجليزية: Rachael Doyle)‏ (26 أكتوبر 1989 - ) هي لاعبة كرة قدم أسترالية في مركز الدفاع. شاركت مع منتخب أستراليا لكرة القدم. أما مع النوادي، فقد لعبت مع Central Coast Mariners FC (women) ‏.

## وصلات خارجية
- راتشيل دويل على موقع قاعدة بيانات كرة القدم.إي يو (الإنجليزية)